# Xã Shippen, Quận Tioga, Pennsylvania
Xã Shippen (tiếng Anh: Shippen Township) là một xã thuộc quận Tioga, tiểu bang Pennsylvania, Hoa Kỳ. Năm 2010, dân số của xã này là 527 người.